# Митчелл, Кит
Кит Клодиус Митчелл (англ. Keith Claudius Mitchell; 12 ноября 1946, Сент-Джорджес) — гренадский политик и государственный деятель, премьер-министр Гренады в 1995—2008 и 2013—2022 годах. Лидер правоцентристской Новой национальной партии. Возглавлял правительство Гренады дольше, чем кто-либо из предшественников.

## Образование и политические взгляды
Родился в католической семье африканского происхождения. Окончил Университет Вест-Индии, в 1971 году получил степень бакалавра математики и химии. Работал в США консультантом правительственных ведомств и частных фирм. С 1975 года — магистр Говардского университета. В 1979 году защитил докторскую диссертацию в Американском университете.
Политически Кит Митчелл придерживался правых взглядов, был противником марксистского правительства Мориса Бишопа. В период правления Нового движения ДЖУЭЛ Митчелл пребывал в эмиграции. Участвовал в создании антикоммунистического Демократического движения Гренады.

## Возвращение на Гренаду
После американской интервенции и свержения коммунистического режима в октябре 1983 года Кит Митчелл вернулся на Гренаду. Занялся на родине не только преподавательской, но и политической деятельностью. Вступил в правоцентристскую Новую национальную партию (NNP), в декабре 1984 года был избран в палату представителей гренадского парламента. В 1988—1989 годах занимал пост министра общественных работ и коммуникаций в правительстве Герберта Блейза. Конфликтовал с премьером Блейзом, но обладал популярностью на острове и зарубежными связями.
После смерти Герберта Блейза в декабре 1989 года Кит Митчелл возглавил NNP.

## Партийный лидер и глава правительства
В 1990—1995 годах Кит Митчелл был лидером оппозиции правительствам Национально-демократического конгресса (NDC). На выборах 1995 года NNP вновь пришла к власти, и Митчелл занял пост премьер-министра. Он также возглавлял министерства безопасности, иностранных дел, финансов, торговли, промышленности, информации и культуры, по делам Карриаку и Малого Мартиника.
Выборы 1999 принесли крупный успех NNP, получившей все мандаты в палате представителей. Партия Митчелла одержала победу и на выборах 2003. Эти успехи объяснялись быстрым ростом гренадской экономики во второй половине 1990-х годов. Начало 2000-х осложнило ситуацию: теракты 11 сентября 2001 года снизили туристический поток из США, сильные разрушения причинили ураганы «Иван» и «Эмили».
На выборах 2008 NNP потерпела поражение, правительство сформировал NDC. Спустя пять лет выборы 2013 вернули к власти NNP Кита Митчелла. При этом NNP второй раз в своей истории получила все места в палате представителей.
Таким образом, к середине 2022 года Кит Митчелл возглавлял правительство Гренады в общей сложности около 22 лет — дольше, чем кто-либо из его предшественников, включая покойных ветеранов гренадской политики Герберта Блейза и Эрика Гейри.
Активно участвовал в процессах межкарибской интеграции. В 1996—1997 годах председательствовал в Ассоциации карибских государств, в 2000—2002 годах — в Организации восточнокарибских государств, с 1998 по 2004 год — в Карибском сообществе. В 1996—1997 годах возглавлял совет директоров Карибского банка развития.

## Политические особенности
Перед выборами 2013 года один из лидеров NDC Винсент Робертс обвинил NNP в связях с «русской мафией» и получении финансирования от российских криминальных структур. Эти обвинения не удалось доказать, и в начале 2014 года Робертсу пришлось принести публичные извинения Киту Митчеллу.
В 2014 году правительство Кита Митчелла присоединило Гренаду к АЛБА — несмотря на доминирование в альянсе левых правительств «социализма XXI века».
В политической практике Кита Митчелла просматривались авторитарные черты, в том числе попытки установить контроль над СМИ, ограничить политическую критику властей. Это вызывало протесты и риторические вопросы о соответствии демократическим принципам, которые Митчелл декларативно исповедовал.
Существовало экспертное мнение, что главная политическая опасность для премьера Митчелла состояла не в оппозиции NDC или лейбористов, а в теневом сообществе ультралевых и ультраправых радикалов — «новой Банде мангустов».

## Семья
Кит Митчелл женат на Мариетте Митчелл, имеет сына Олингу. Семейные отношения Митчелла становились предметом жёсткой критики со стороны оппозиционного NDC.